# تماثيل نانا

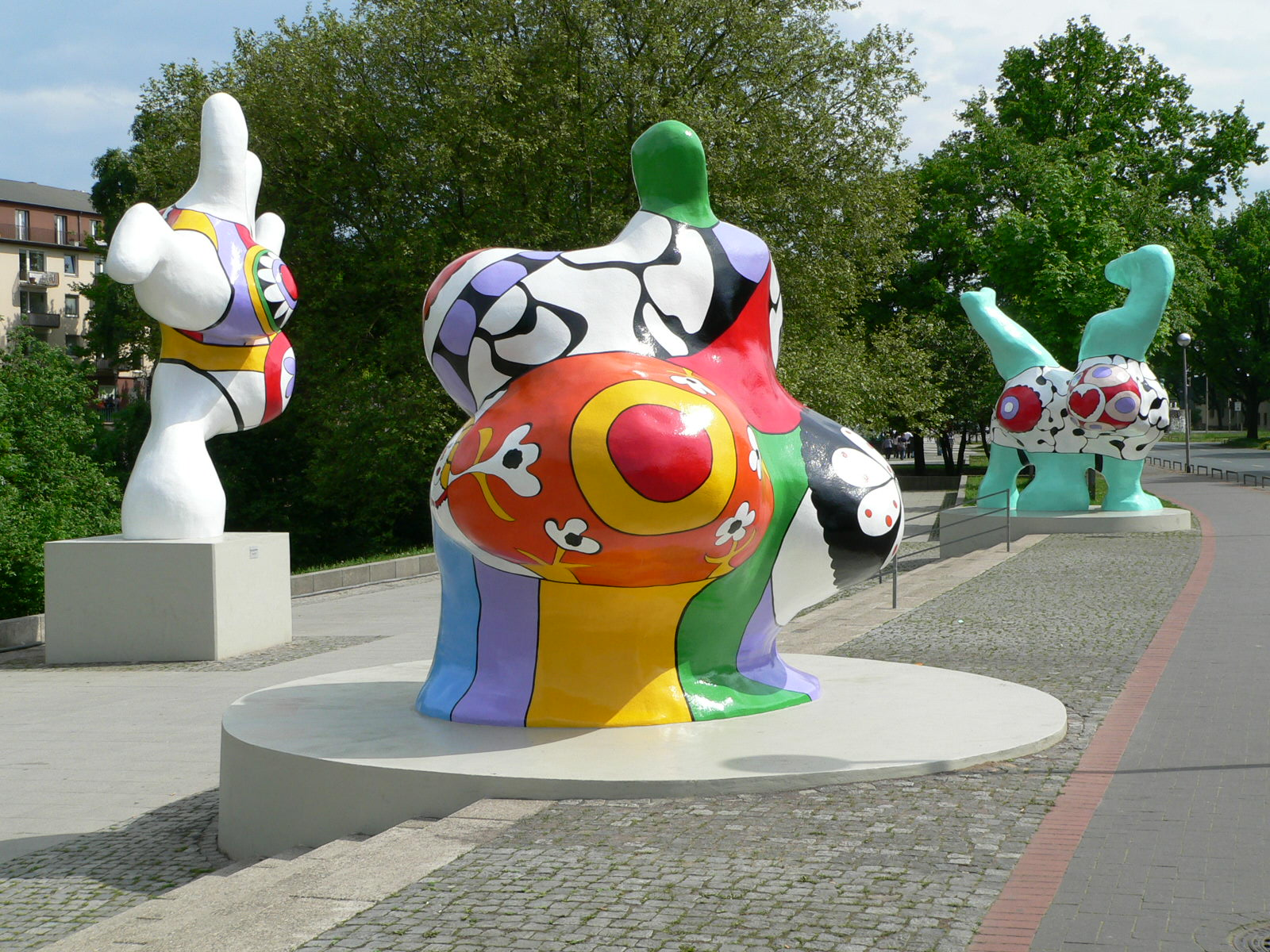
„Sophie“, „Caroline“ و „Charlotte“ ثلاثة نانات تزين شارع لايبنتز أوفر ، بهانوفر.

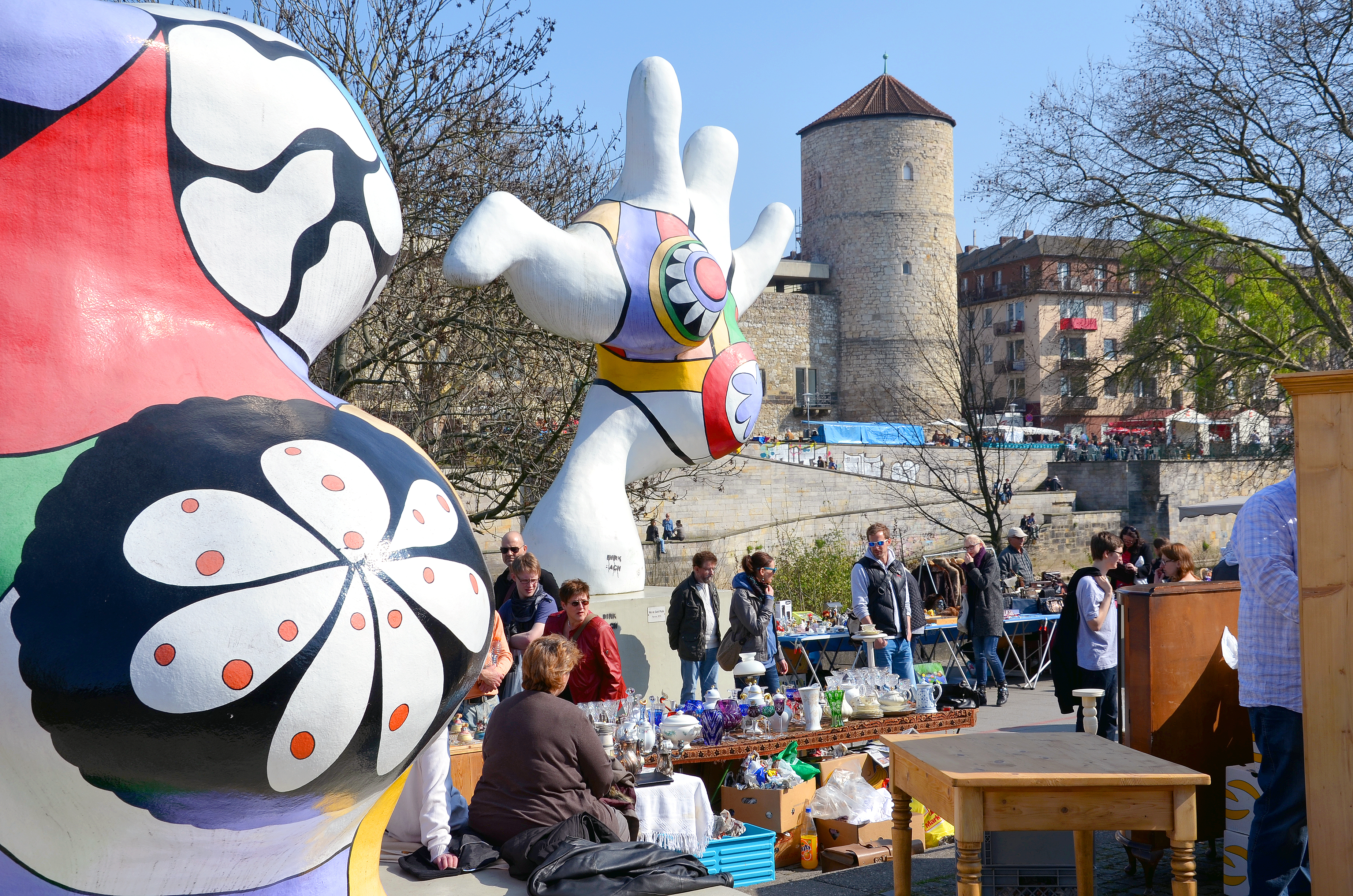
سوق الكانتو بين تماثيل نانا في هانوفر.

تماثيل نانا (بالإنجليزية: Nanas) هي مجموعات تماثيل للفنانة التشكيلية الفرنسية نيكي دي سانت فال (1930 -2002) تختص في الغالب بتمثيل ضخم للمرأة، جسم كبير يؤكد الأنوثة واطراف غليظة محلاة بألوان مرحة، في إطار الفن الشائع «بوب آرت».
أصبح تعبير «نانا» في الفرنسية يعبر عن هيئة أنثوية حديثة، واثقة بنفسها، معتزة بشخصيتها وفوق ذلك تجذب الرجال. وقد عبرت الفنانة نيكي عن مبدئها وقالت «إن القوة لنانا» وبدأت أعمالها خلال الستينيات من القرن الماضي أثناء الحركة النسائية لتحرير المرأة والانفتاح في العلاقات بلا قيود. أنتجت أول تماثيل للمرة الضخمة في عام 1965 وعرضتها في باريس. وظلت في تمثيل تلك التماثيل الضخمة ذات الانوثة الطاغية المرحة الراقصة بألوان زاهية في أحجام فوق الطبيعية، وأنتجت من تلك «النانا» العديد من التشكيلات.
في الأعوام 1968/1969 أنتجت «النانا السوداء» في متحف والراف-ريتشارتز، وأنتجت تمثالها «نانا على دلفين» في عام 1994 واحتفظ به في متحف لودفيغ. تعبر النانا عن القوة الحية والأنوثة وحرية التعبير من دون خجل أو التمسك بالمعهود؛ وهي تريد التعبير عن المرأة، وتعكس فلسفتها عن الوجود الأنثوي.

## صومعة لفن نانا
في عام 1974 أقامت الفنانة نيكي ثلاثة تماثيل كبيرة في أحد شوارع هانوفر الكبيرة المؤدية على الجامعة وإلى حدائق ملوك هانوفر، وهو شارع «لايبنتز أوفر» موازيا لنهر الليني. سميت الثلاثة تماثيل بأسماء شهيرة تنتمي إلى هانوفر، وهي تمثال «صوفي» وتمثال«كارولين» وتمثال «شارلوت» وهي من البوليستر الملون. واعترض بعض السكان مبدئيا على نصب تلك التماثيل، وتلى ذلك مناقشات جماهيرية عن الفن في الشوارع العامة. ثم هدأ الحال حيث أصبحت تماثيل نانا جزءا من الحياة العامة في هانوفر.
كما تعاقدت نيكي مع الجمعية الخيرية لفسكسفاجن المشاركة في رعاية حدائق ملوك هانوفر أواخر القرن الماضي على تزيين الصومعة المهملة في الحديقة الكبرى. فقامت نيكي بتصميم منفرد موجي في الداخل ورصعت الجدران والأسقف بأجزاء من المرايا والزجاج الملون والقيشاني، كما أنشأت داخل الصومعة نافورتين على نمط فنها المعهود، وفي كل نافورة أقامت تمثالا صغيرا لنانا. انتهى هذا العمل في عام 2002.

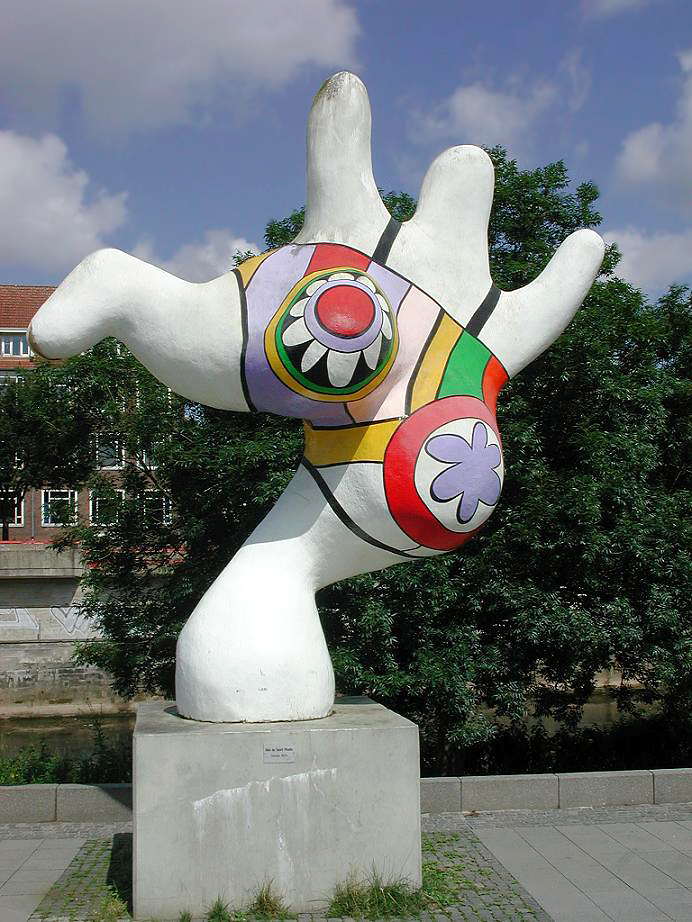
Nanas, Hannover

## كتب
- Charlotte Ueckert: Niki de Saint Phalle. Magierin der runden Frauen. Ein Porträt. Philo & Philo Fine Arts, Hamburg 2007, ISBN 978-3-86572-540-0.
- Ursula Gast: Dissoziation zwischen Störung und Heilung am Beispiel der Nanas von Niki de Saint Phalle. In: Udo Schneider (Hrsg.): Aspekte des Psychischen. Festschrift anlässlich des 60. Geburtstags von Hinderk M. Emrich. Königshausen & Neumann, Würzburg 2004, ISBN 3-8260-2729-9, S. 39–44 (online bei Google Bücher).
- Ines Katenhusen: Lebenslust per Ratsbeschluss. Das Experiment Straßenkunst und der Nana-Skandal im Hannover der 1970er Jahre, in: Daniela Münkel, Jutta Schwarzkopf (Hrsg.): Geschichte als Experiment. Studien zu Politik, Kultur und Alltag im 19. und 20. Jahrhundert, الكتاب التكريمي für Adelheid von Saldern, Frankfurt/Main; New York: Campus-Verlag, 2004, ISBN 3-593-37489-7, S. 307–319
- Ines Katenhusen: Nanas, in: Stadtlexikon Hannover, S. 459
- Helmut Knocke, Hugo Thielen]]: Nanas, in: Hannover Kunst- und Kultur-Lexikon, S. 40, 44, 166

## اقرأ أيضا
- نيكي دي سانت فال
- حدائق ملوك هانوفر
- سلفادور دالي
- بيكاسو